# 灵泉寺石窟
36°02′32″N 114°04′23″E / 36.04222°N 114.07306°E
灵泉寺石窟位于中国河南省安阳市安阳县善应镇宝山与岚峰山之间，距小南海石窟仅一山之隔。1963年被列为河南省文物保护单位，1996年被列为第四批全国重点文物保护单位。
灵泉寺始建于东魏武定四年（546年），初称宝山寺，隋开皇年间改称灵泉寺，至清末仅存石窟造像及摩崖石塔共209处，北齐及唐代石塔各两座，它现存建筑均为现代重建。灵泉寺石窟主要分布在东侧的岚峰山和西侧的宝山两片区域。宝山摩崖石刻又称“万佛沟。 岚峰山摩崖石刻总共86处，宝山摩崖石刻总共120处（也有说121处，新增未收录墓塔位于77龛旁），马鞍山摩崖石刻总共4处。岚峰山摩崖石刻墓主皆为女性，与宝山区皆为男性的墓地分开。

## 岚峰山摩崖石刻
目前未对外开放，此区域主要埋葬方式为林葬。待血肉消失，仅留白骨时，再由僧人收拾骸骨建塔。

## 宝山摩崖石刻

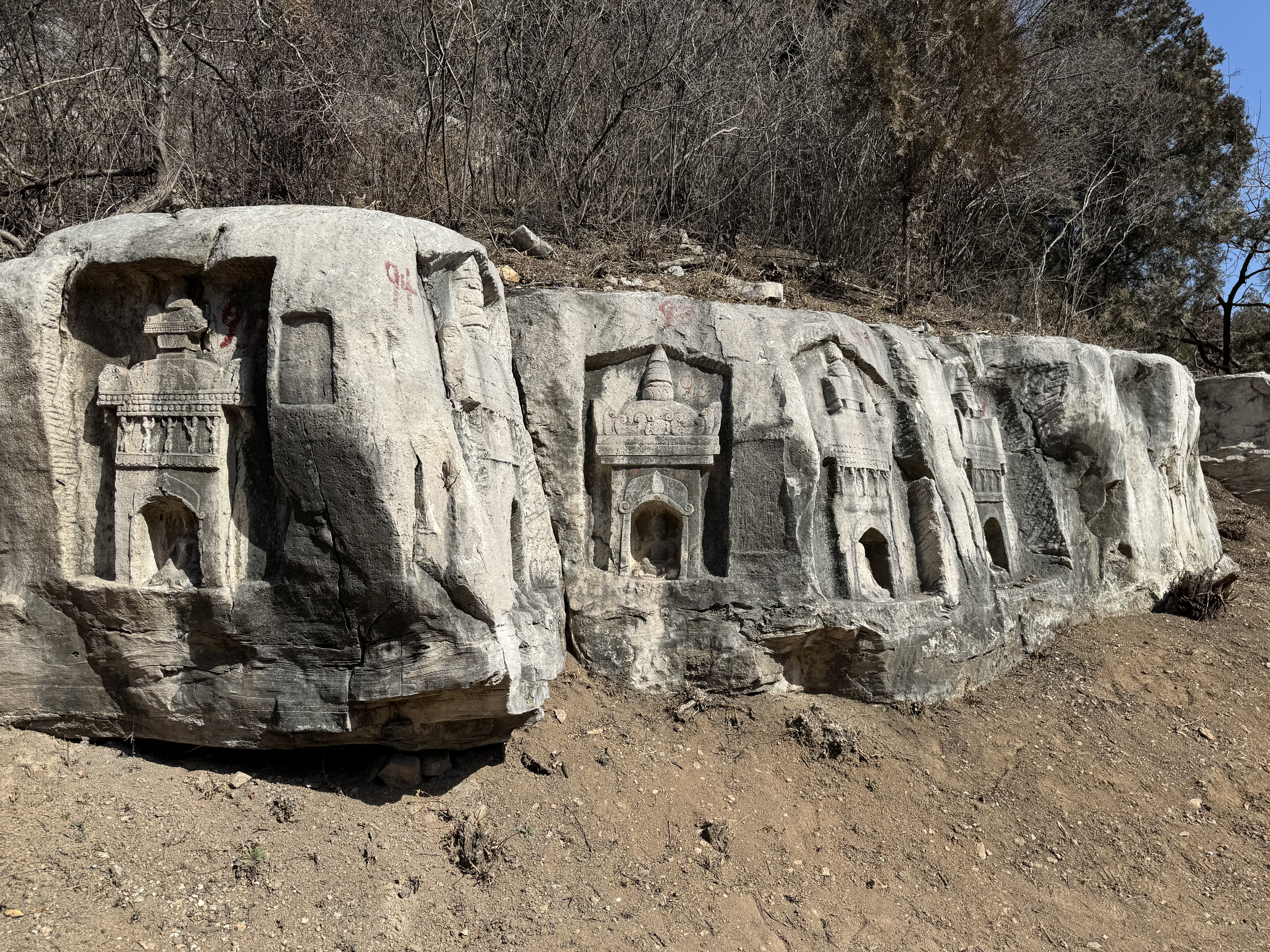

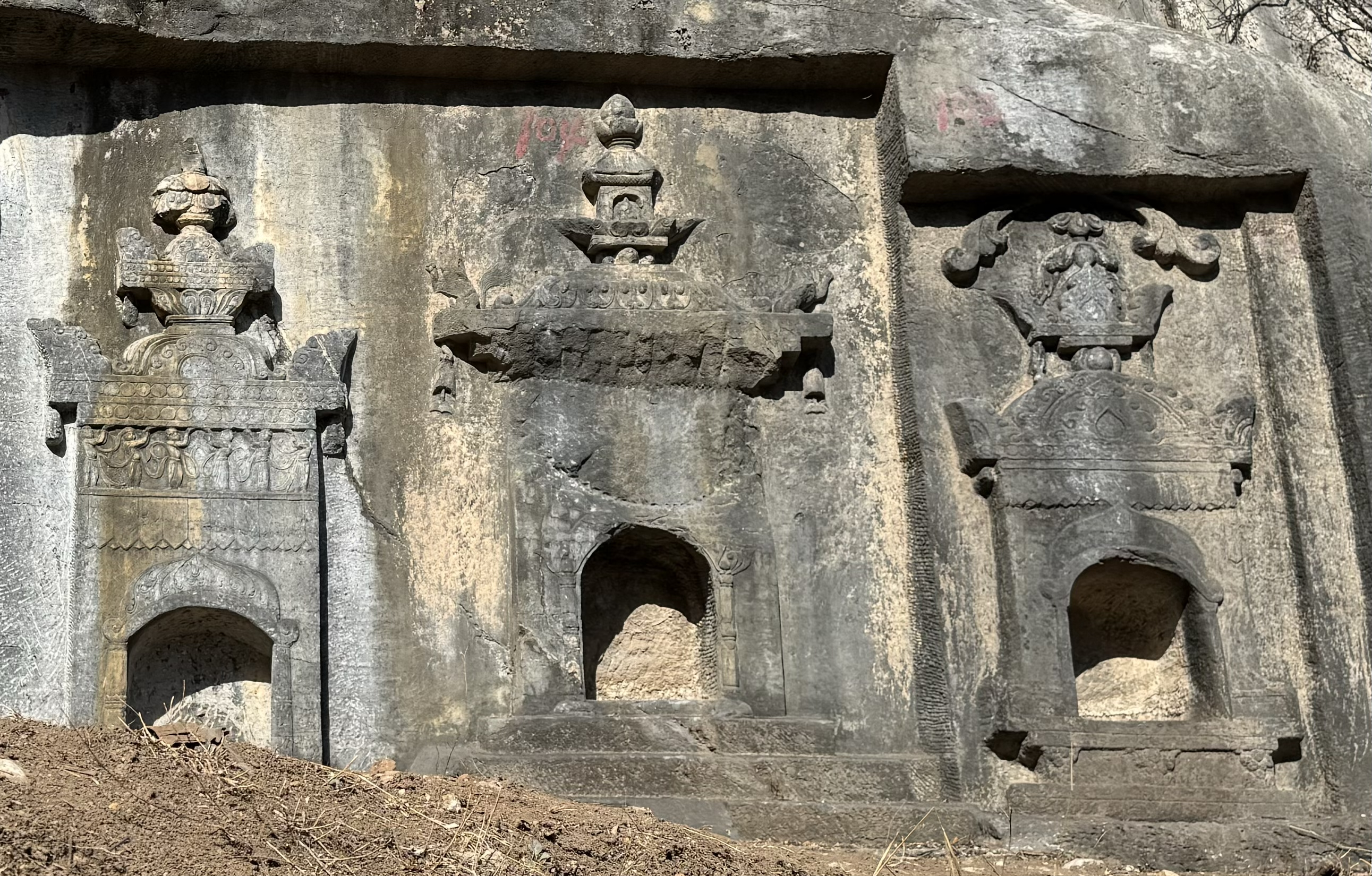

除了建于隋代开皇九年（589年）的大住圣窟以外，宝山摩崖石刻余者皆为小形窟龛。 在这120处窟龛中按形状可分为：塔形龛、佛龛、屋形龛、碑形龛和屋龛五类。 其中以塔形龛居多，共80处，佛龛21处，屋形龛5处，碑形龛12处，窟形龛2处。 时代跨越从隋、唐至北宋，其中有铭记的塔形龛为30处，佛龛7处，屋形龛1处，碑龛12处，窟形龛2处。隋代龛6处，唐代龛24处。 就龛原有铭记，宝山石刻有灰身塔、枝提塔、像塔、影塔等。 介于塔形龛占整个石刻群的近百分之七十，其可称之为“宝山塔林”。 是中国现存规模最大，时代最早的摩崖石刻塔林。

### 子萧俭灰身塔
子萧俭灰身塔为灵泉寺唐永徽元年（650）所建，仿木结构庑殿顶，面阔三间，当心间人字拱，无补间铺作，斗上面加替木。此龛编号82号是灵宝山摩崖石刻群唯一的人字拱摩崖造像。

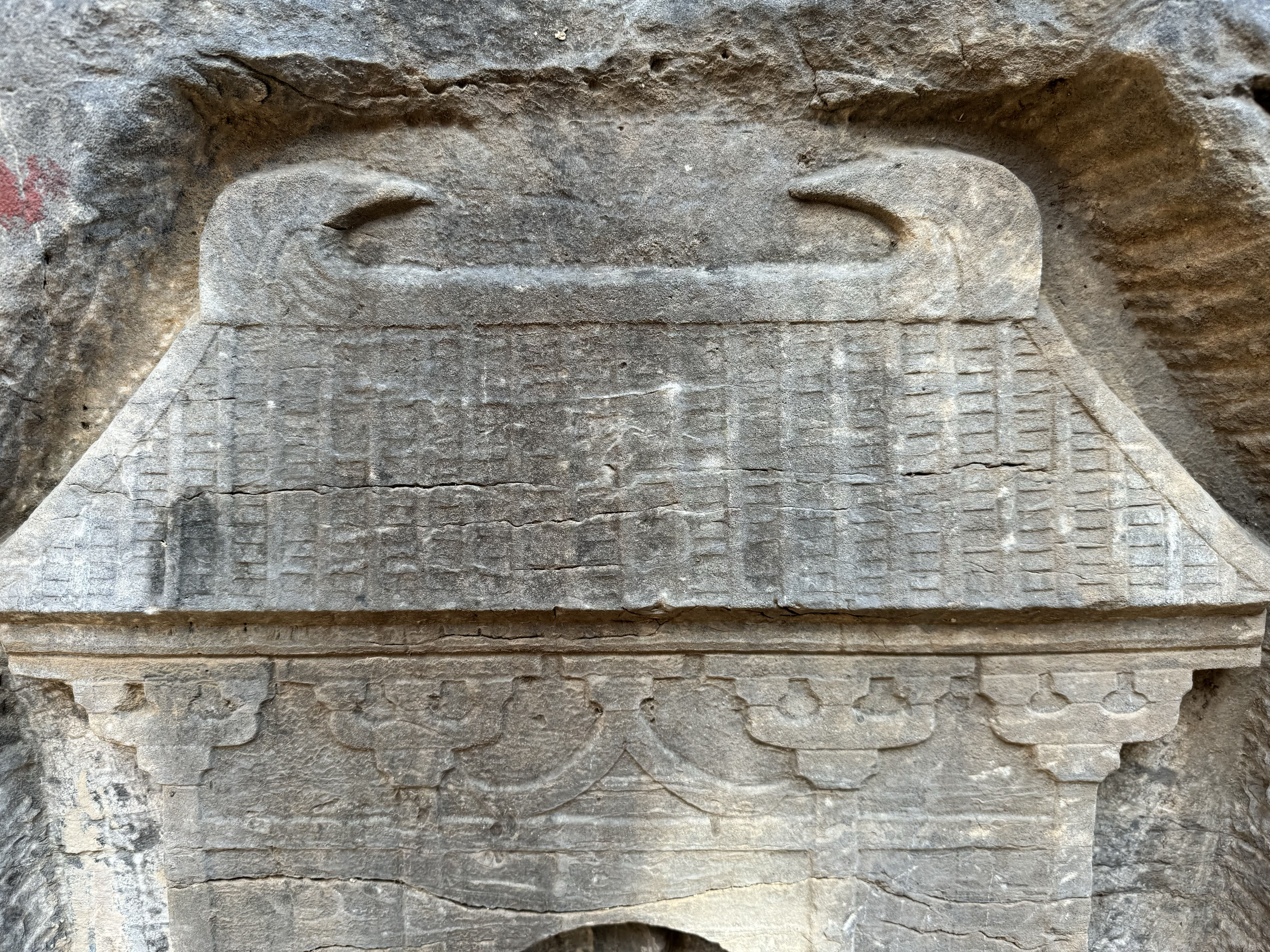
庑殿顶
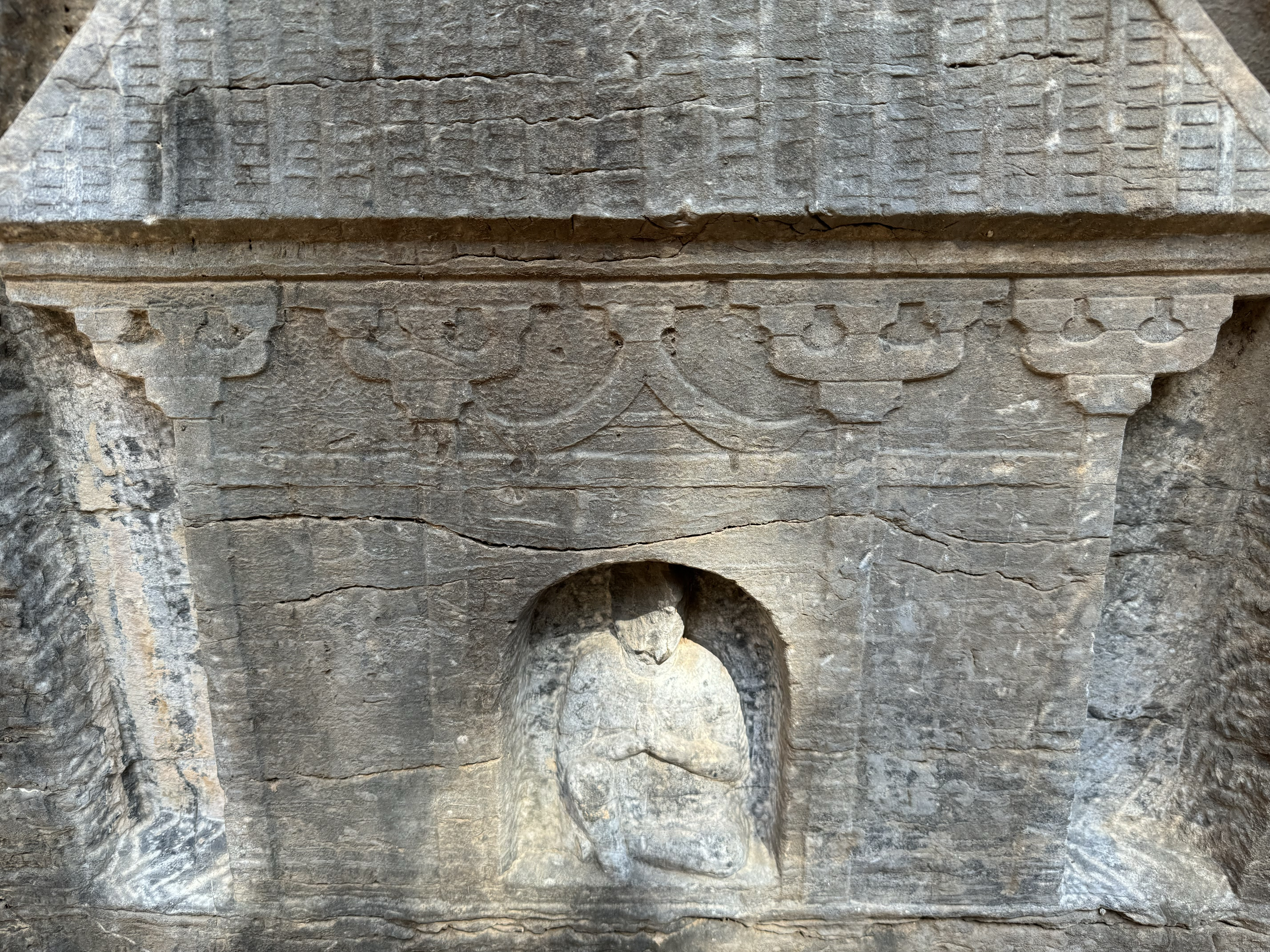
人字拱
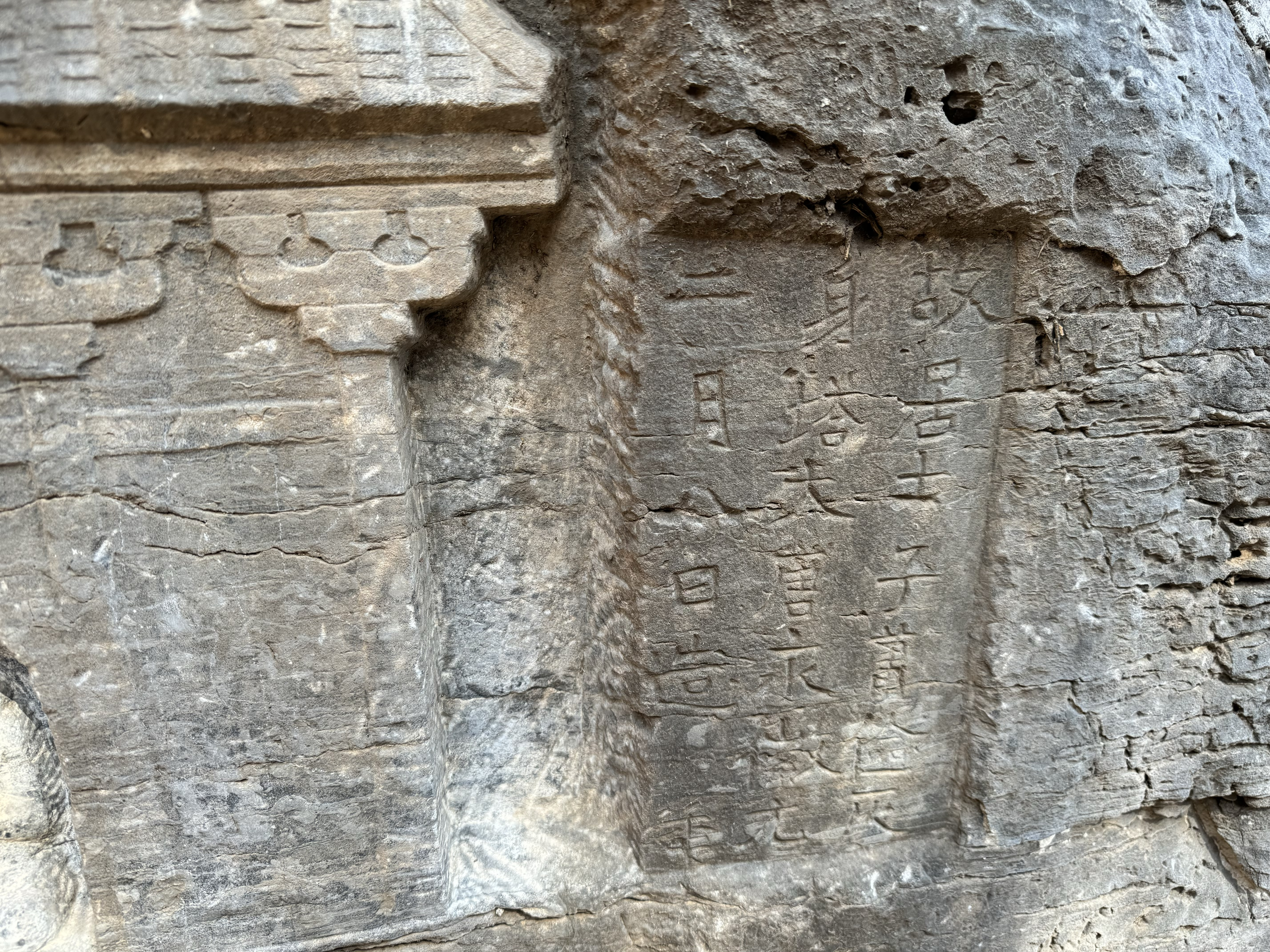
题记

### 大住圣窟
位于寺西的大住圣窟，高2.6米，宽3.4米，深3.4米。隋开皇九年（589年）开凿。窟门面朝南，内部平面成方形。窟门圆拱状，门楣为尖拱形。窟门外两侧分开有一拱形浅龛，龛内各浮雕一护法神王像。高约1.8米，东侧（右侧）雕“那罗延神王”，西侧（左侧）雕“迦毗罗神王”。两位护法神王身躯魁伟，双手各持剑叉法器，脚踏牛羊，威然挺立。那罗延神王像上方有“大住圣窟”开凿题记，其记载了开凿年代、用工数目和窟内造像内容。窟内雕三壁三龛，头像和手为后修补。窟内以北壁卢舍那佛、西壁阿弥陀佛和东壁弥勒佛为主尊。其余两侧各刻七列坐佛，窟入口东侧内壁刻二十四传法圣师像。窟顶成覆斗形，中央有浮雕刻一莲花。除窟顶南披外，东西北披都各刻有一如意宝珠与两位飞天。此窟设计与北齐年间 （550-577年）的南响堂山石窟极度相似。台湾中央研究学院在其文章中认为大住圣窟 “无论在石窟形制或经文选择与配置，皆可确认是一座与礼忏有关的石窟。 此窟具有继承前代(北齐)，启发后代(唐代)之特殊历史意义”。

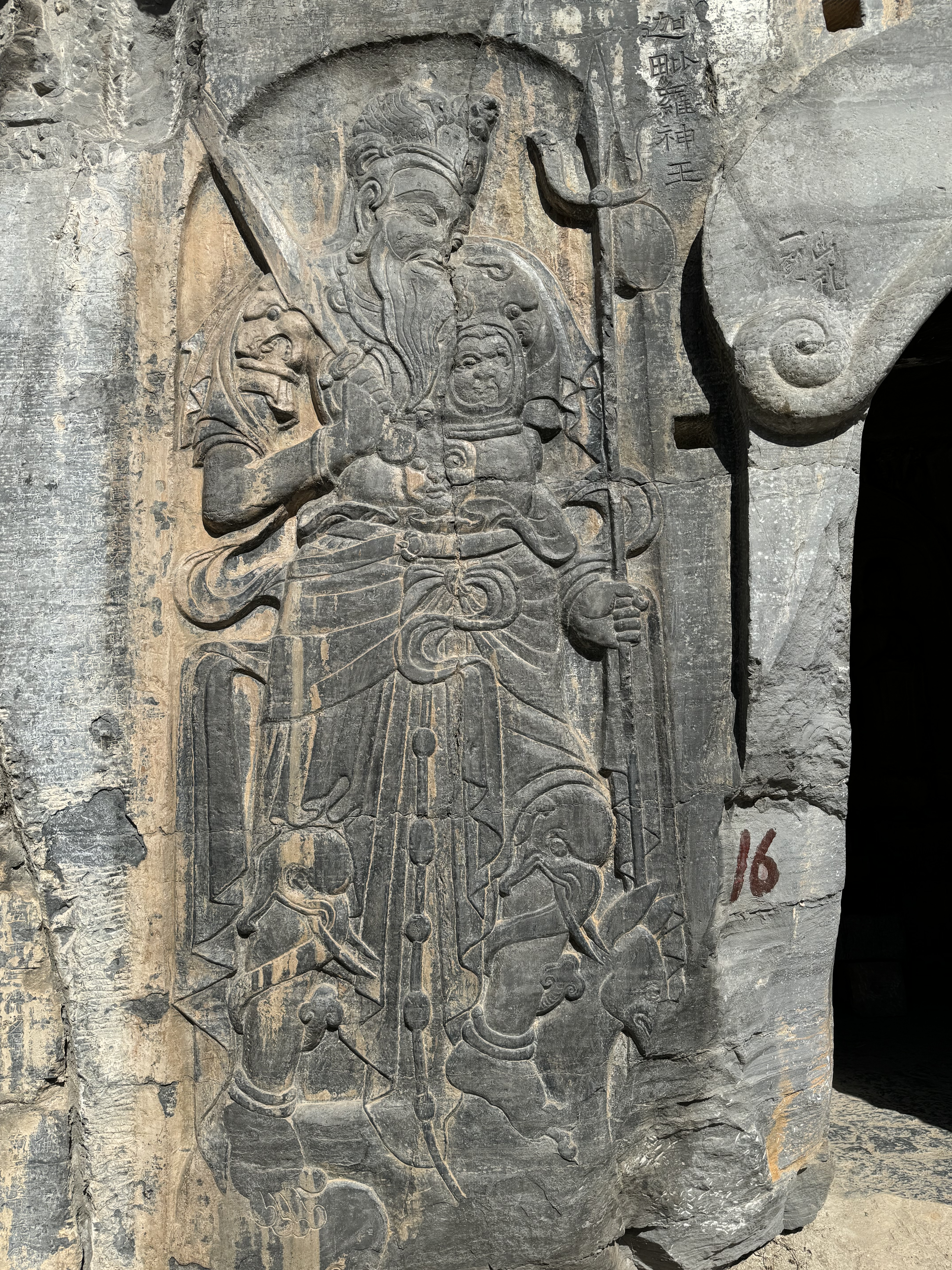
迦毗罗神王全身
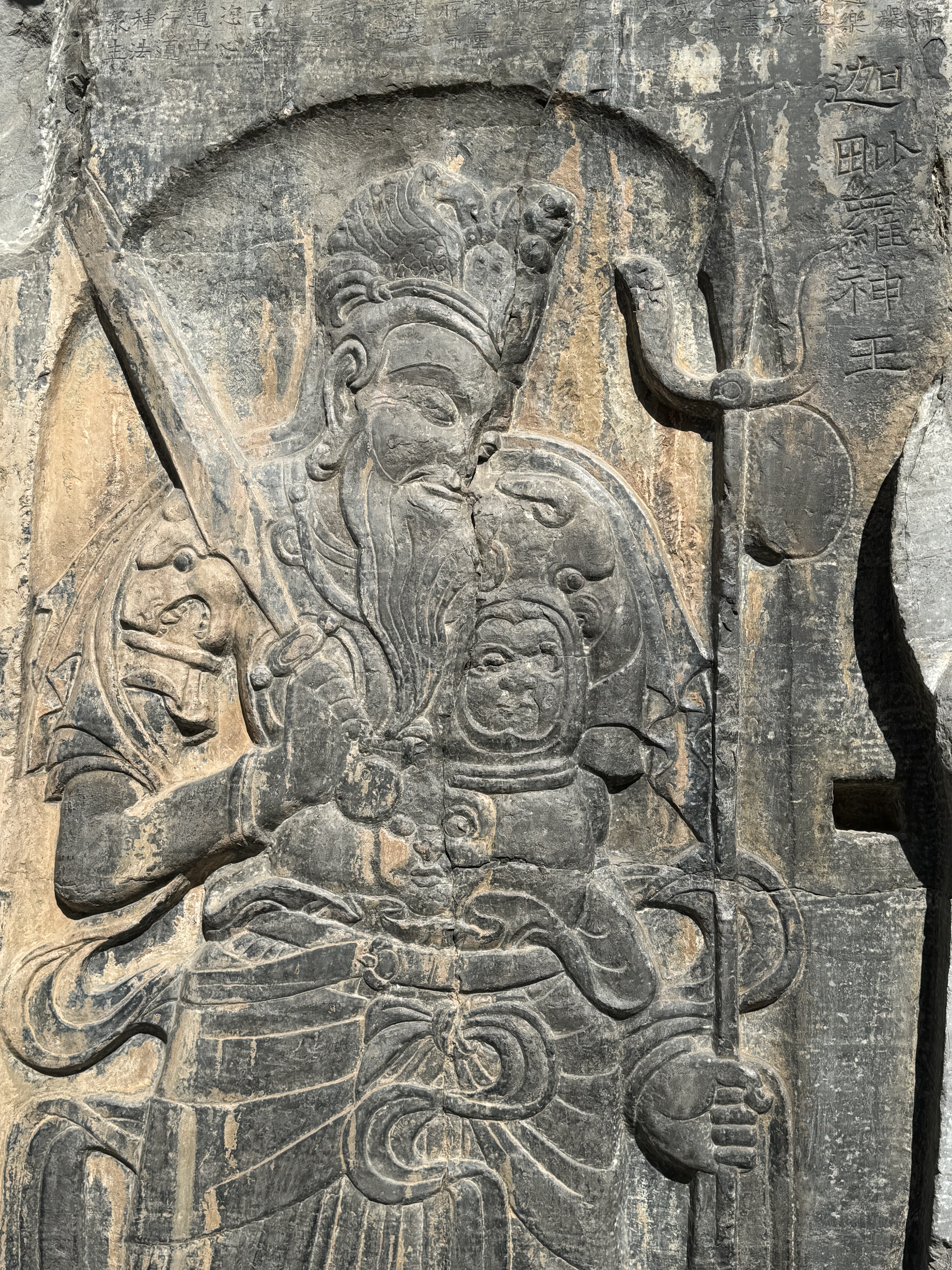
迦毗罗神王近照
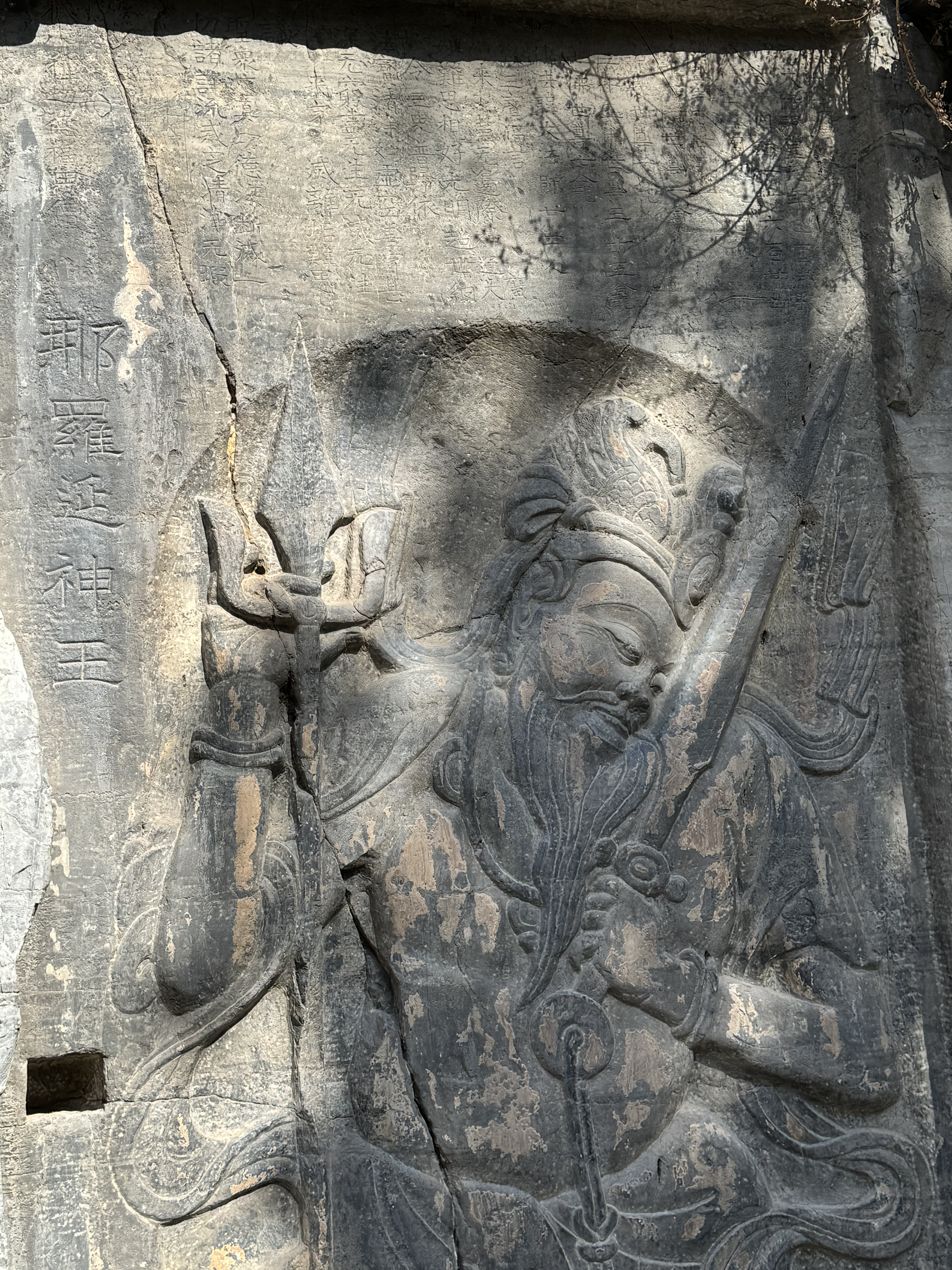
那罗延神王近照
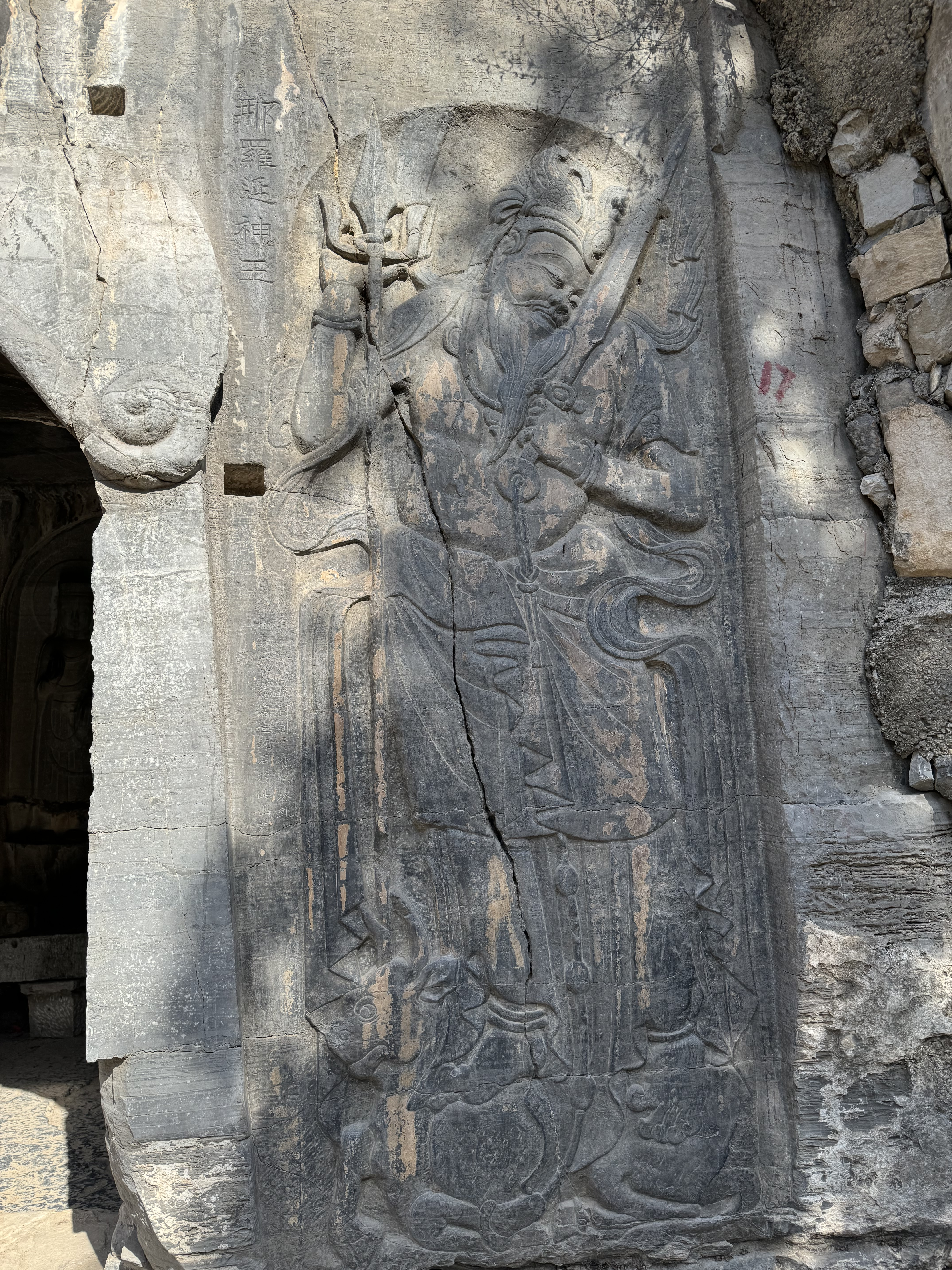
那罗延神王全身

## 墓塔图库

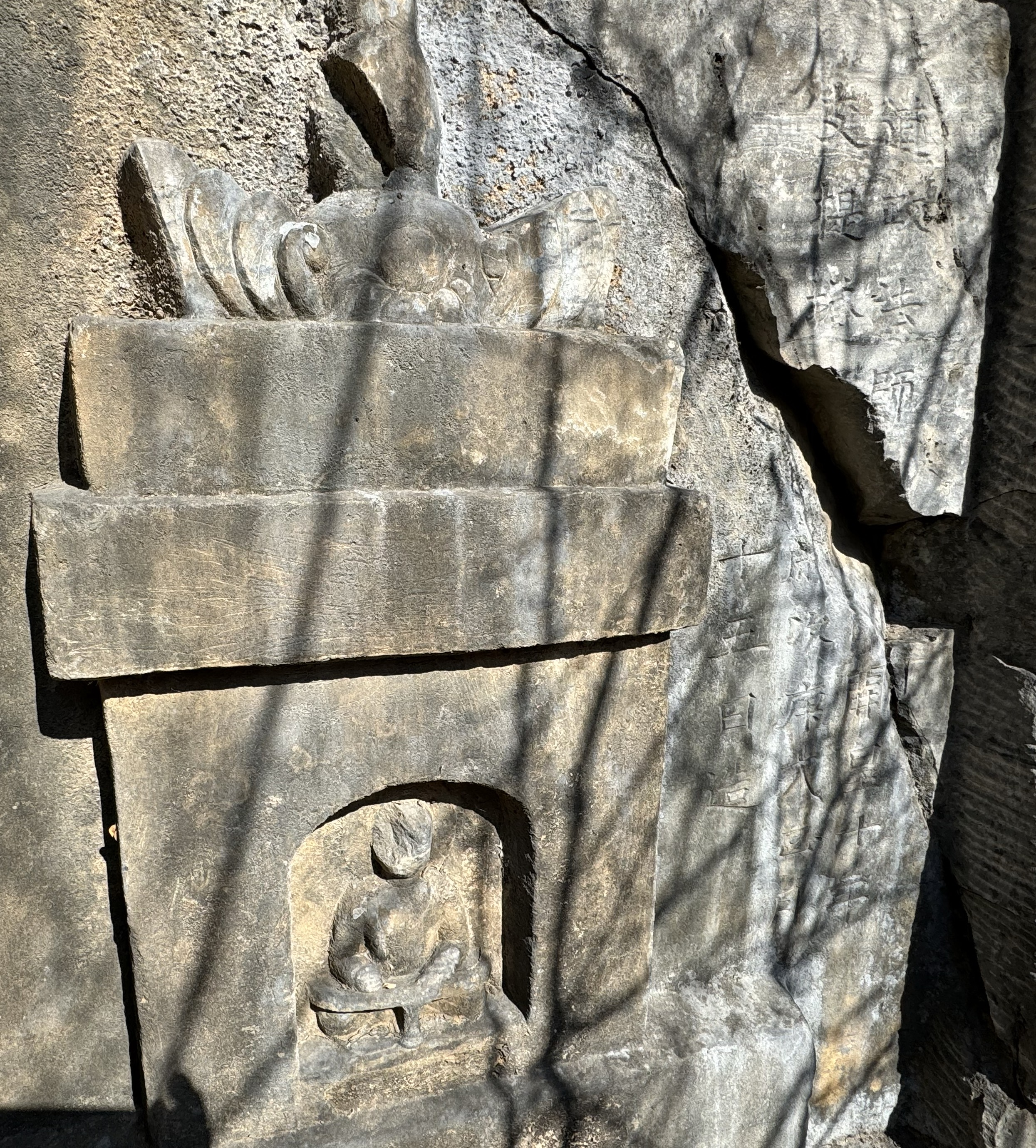
编号3:道政法师支提塔-隋代开皇十年（590）
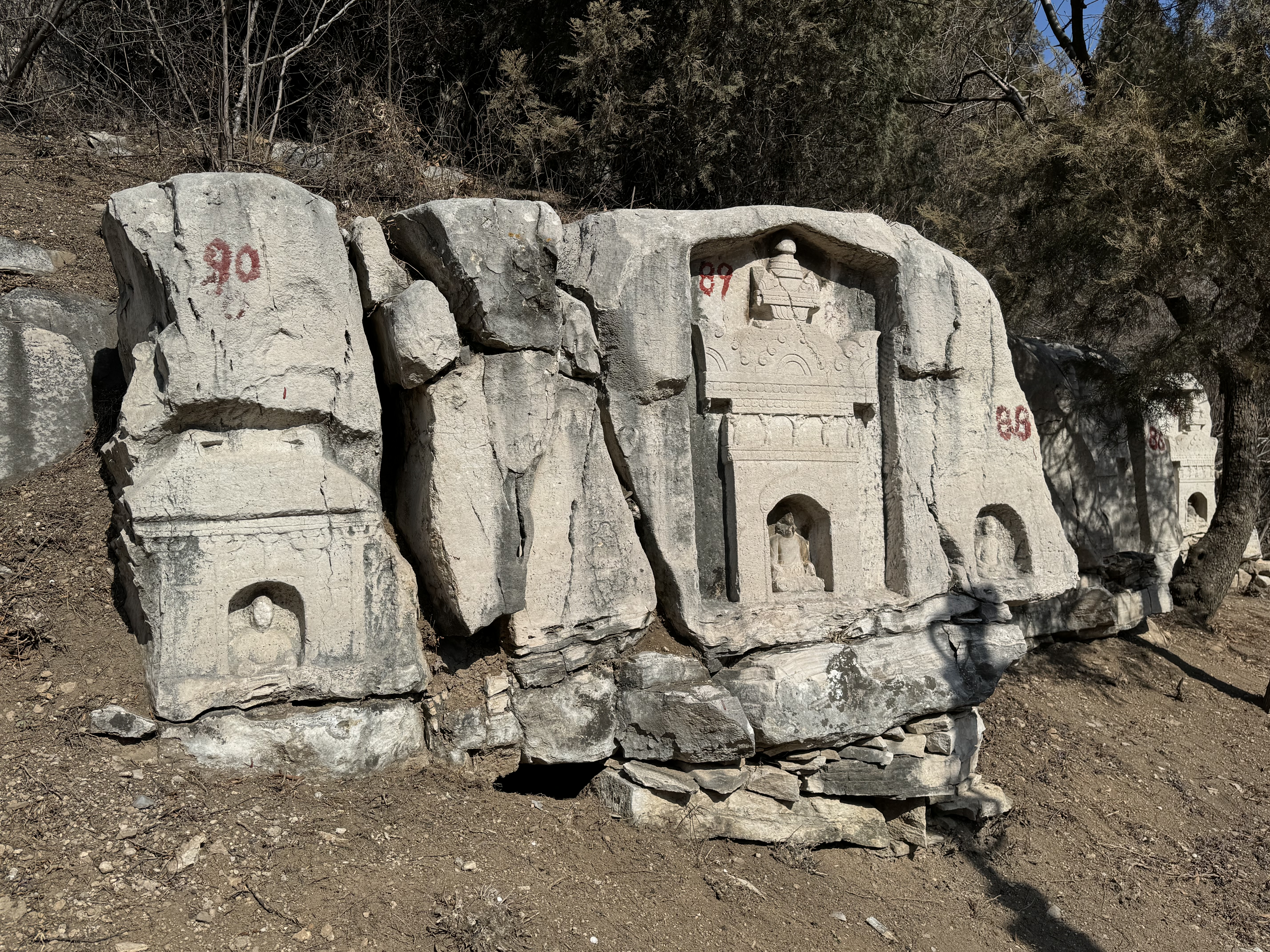
编号90
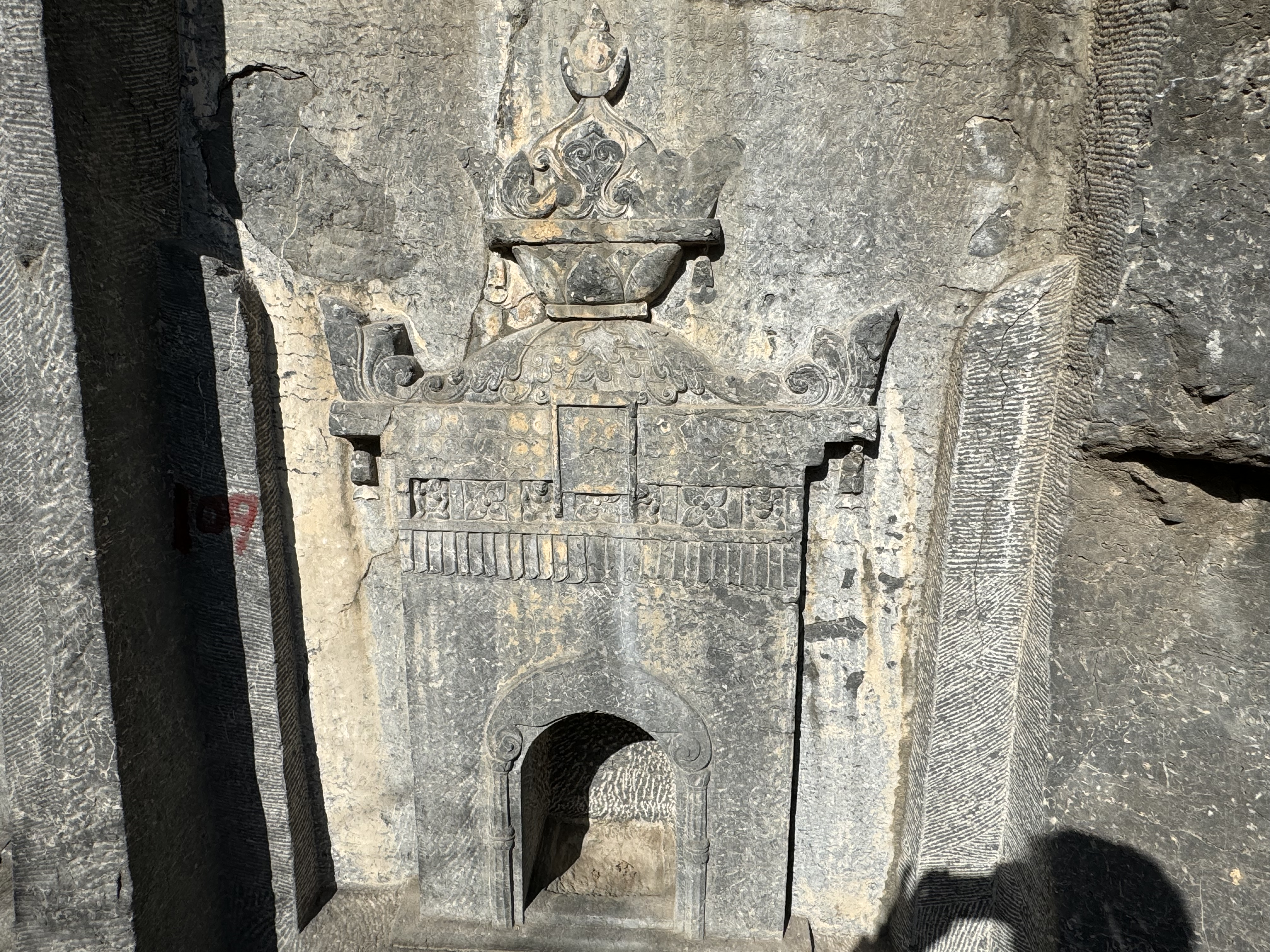
编号109
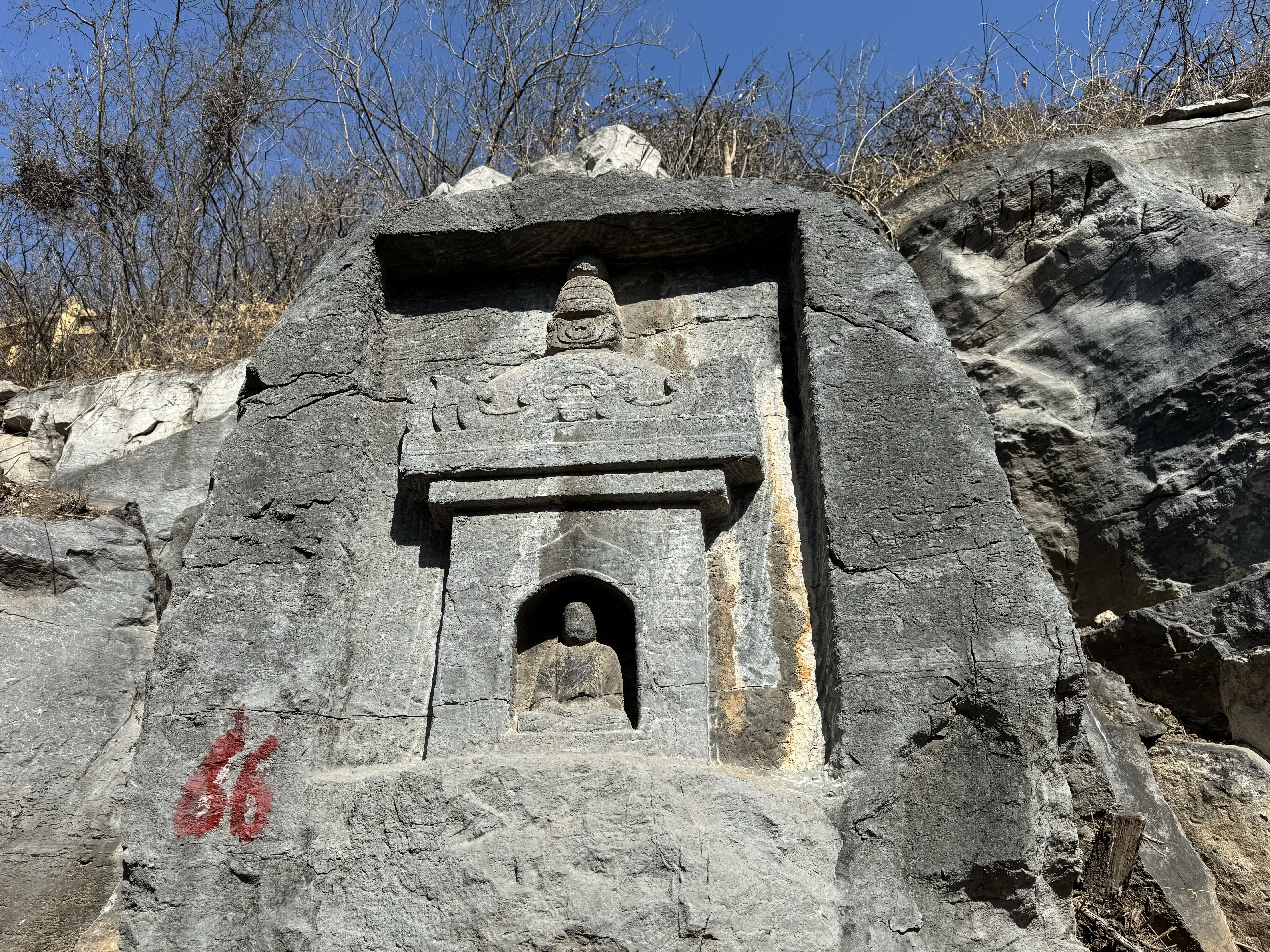
编号66
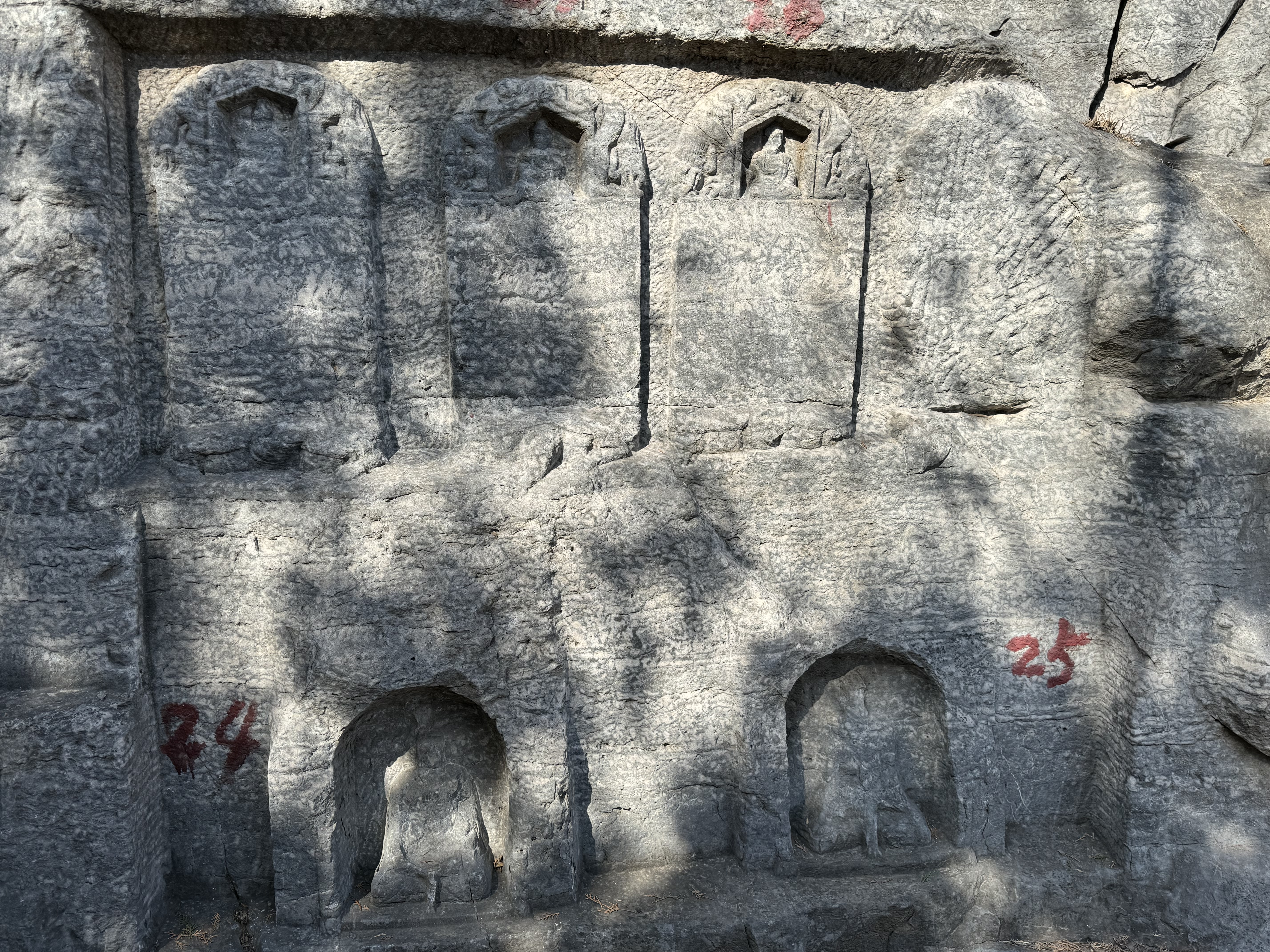
碑形龛